# مرغ‌تومین
مَرغ‌تومَین (به تاجیکی: Марғтумайн) که مَخ‌تومین (Махтимайн) هم نامیده شده، روستایی در ولایت سغد در شمال غرب تاجیکستان است. این روستا جزئی از جماعت انزاب در ناحیه عینی است. مرغ‌تومین ۱۲ نفر جمعیت دارد و ۲٬۴۸۰ متر بالاتر از سطح دریا واقع شده‌است.
اهالی روستا به گویشی از زبان یغنابی صحبت می‌کنند، زبانی ایرانی شرقی با ریشه در زبان سغدی باستان.
مرغ‌تومین به دلیل زبان یغنابی که بازمانده مستقیمی از زبان سغدی باستان، زبانی رایج در جاده ابریشم، است، حائز اهمیت است. 
برخی منابع نشان می‌دهند که بحث‌هایی در مورد ایجاد پارکی متمرکز بر فرهنگ یغنابی در منطقه‌ای که مرغ‌تومین در آن واقع شده‌است، وجود دارد. 